# Merzelfeldgraben
Der Merzelfeldgraben ist ein rechter Zufluss des Augrabens beim Gunzenhausener Gemeindeteil Aha im mittelfränkischen Landkreis Weißenburg-Gunzenhausen.

## Verlauf
Der Merzelfeldgraben entspringt in einem Waldgebiet westlich von Edersfeld unweit der Bundesstraße 466 und südlich des Wurmbacher Bergs auf einer Höhe von 456 m ü. NHN. Der Bach verlässt den Wald und durchquert von da an beständig eine weite Offenlandschaft im Tal der Altmühl. Er fließt durch Edersfeld und unterquert die Bahnstrecke Treuchtlingen–Würzburg. Er fließt anschließend durch Aha und unterquert die Kreisstraße WUG 27 und die Bundesstraße 13. Der Merzelfeldgraben mündet nach einem Lauf von rund 3,0 Kilometern auf einer Höhe von etwa 412 m ü. NHN nordöstlich von Aha und südöstlich von Gunzenhausen von rechts in den hier erst halb so langen Augraben, der weniger als 200 Meter weiter in eine Altarmschlinge der Altmühl einfließt.